# Нильсон, Фрида
Фрида Нильсон (род. 16 января 1979) — шведская детская писательница, переводчик, автор сценариев для теле– и радиопрограмм, телеведущая.

## Биография
Фрида Кристина Августа Нильсон родилась в 1979 году в Хардемо, коммуна Кумла (Швеция). С раннего детства увлекалась театром и писательским делом, так как её отец работал журналистом и театральным критиком.

## Творчество
Первая книга была опубликована в 2004 году (Kråkans otroliga liftarsemester). Затем была написана Hedvig! (2005), в переводе на русский - «Хедвиг наконец-то идёт в школу!». Книга стала столь популярной, что позже Фрида Нильсон написала продолжение серии про Хедвиг. 
Произведения писательницы были переведены более чем на двадцать языков. Фрида Нильсон не только пишет книги, но и обучает театральному искусству детей, работает телеведущей на детских радиопрограммах. С 2005 по 2010 годы вела детскую научно-популярную передачу «Hjärnkontoret» на шведском телевидении.

### Книги
- Kråkans otroliga liftarsemester (2004)
- Hedvig! / Хедвиг наконец-то идёт в школу! (2005)
- Apstjärnan / Меня удочерила горилла (2005)
- Hedvig och Max-Olov / Хедвиг совершенно не виновата! (2006)
- Hedvig och sommaren med Steken / Хедвиг и ночные жабы (2007)
- Jag, Dante och miljonerna / Я, Данте и миллионы (2008)
- Hedvig och Hardemos prinsessa / Хедвиг и прекрасная принцесса (2009)
- Jagger, Jagger / Джаггер, Джаггер (2013)
- God jul, Lilla Lök / Счастливого Рождества, маленькая луковица (2014)
- Ishavspirater / Пираты Ледового моря» (2015)
- Det tunna svärdet / Тонкий меч (2017)

## Награды и премии
- 2006 — August Prize nominee
- 2011 — Deutscher Jugendliteraturpreis nomination (за книгу «Меня удочерила горилла»)
- 2013 — Les Olympiades winner (за книгу «Меня удочерила горилла»)
- 2013 — Prix Tam-Tam «J'aime Lire» nomination (за книгу «Меня удочерила горилла»)
- 2013 — August Prize nomination (за книгу «Джаггер, Джаггер»)
- 2014 — Astrid Lindgren Prize
- 2015 — Nordic Council Prize nomination (за книгу «Джаггер, Джаггер»)
- 2015 — August Prize nomination (за книгу «Пираты Ледового моря»)
- 2016 — Winner of Expressen's Heffaklumpen Award (за книгу «Пираты Ледового моря»)
- 2016 — Winner of the Nils Holgersson Plaque (за книгу «Пираты Ледового моря»)
- 2016 — Winner of the BMF Plaque (за книгу «Пираты Ледового моря»)
- 2016 — White Ravens selection (за книгу «Пираты Ледового моря»)
- 2016 — Nordic Council Prize nomination (за книгу «Пираты Ледового моря»)
- 2017 — Hay Festival Aarhus 39 selection
- 2019 — Winner of the James Krüss Award for International Children's Literature